# Campanula hagielia
Campanula hagielia là loài thực vật có hoa trong họ Hoa chuông. Loài này được Boiss. mô tả khoa học đầu tiên năm 1875.